# 遠藤景子
遠藤 景子（えんどう けいこ）は、日本放送協会の元ディレクター。NHK岐阜放送局・NHK松山放送局で局長を務めた。

## 来歴
東京都出身。幼い頃は多くの漫画家を輩出したことで知られるトキワ荘で過ごしたという。
NHK入局後は制作畑を歩み、1981年、自らも幼い日々を送ったトキワ荘が老朽化で解体されることが決まると、それを扱ったNHK特集『わが青春の「トキワ荘」 〜現代マンガ家立志伝〜』の制作スタッフに加わった。その後は暮らしに身近な問題を扱った番組の制作に軸足を移した。
2000年代に入り、番組制作局で趣味実用番組部長、生活食料番組部長を務め、2006年頃に岐阜放送局長となった。また、合理化のため、岐阜県内にある高山支局の支局長事務もおこなった。岐阜局では、県と協力して「応援します!子育て世代」と銘打ち、子育てを行っている世帯を支援するキャンペーンを展開。出産後長期休職していた青木希久子アナウンサーの職場復帰をサポートし、同キャンペーンの担当に起用した。
2009年5月1日付で、松山放送局長に任命された。女性が拠点局長を務めるのはNHKでは事実上初めてのケースとなる。時期が通常と異なった理由は前任者の本部役員転出によるものであったが、翌月、後に続く形で2人の女性放送局長が誕生した。その後、異動により松山局長を退いている。